# Styrax ferax
Styrax ferax là một loài thực vật có hoa thuộc họ Styracaceae. Đây là loài đặc hữu của Peru.